# Infrastrutture Wireless Italiane
Infrastrutture Wireless Italiane S.p.A. ou, en abrégé, INWIT S.p.A., est une entreprise italienne opérant dans le secteur des infrastructures de télécommunications électroniques (ou TowerCo), née le 14 janvier 2015, et opérationnelle depuis le 1er avril 2015, à la suite de la scission de la branche "Tower" de Telecom Italia.
INWIT est le principal gestionnaire de tours en Italie avec plus de 11 000 tours d'antennes; en tant qu' "hôte neutre" multi-opérateurs, il met à la disposition de tous les opérateurs mobiles sur le marché italien les infrastructures qu'il construit et gère (tours, pylônes et poteaux), ainsi que des systèmes d'antennes distribuées (DAS) pour la couverture de l'intérieur et de l'extérieur les zones avec une demande constante de connectivité, telles que les stades, les gares, les salles de concert, les villages historiques, les hôtels et les musées.